# Fernando Aramburu Irigoyen

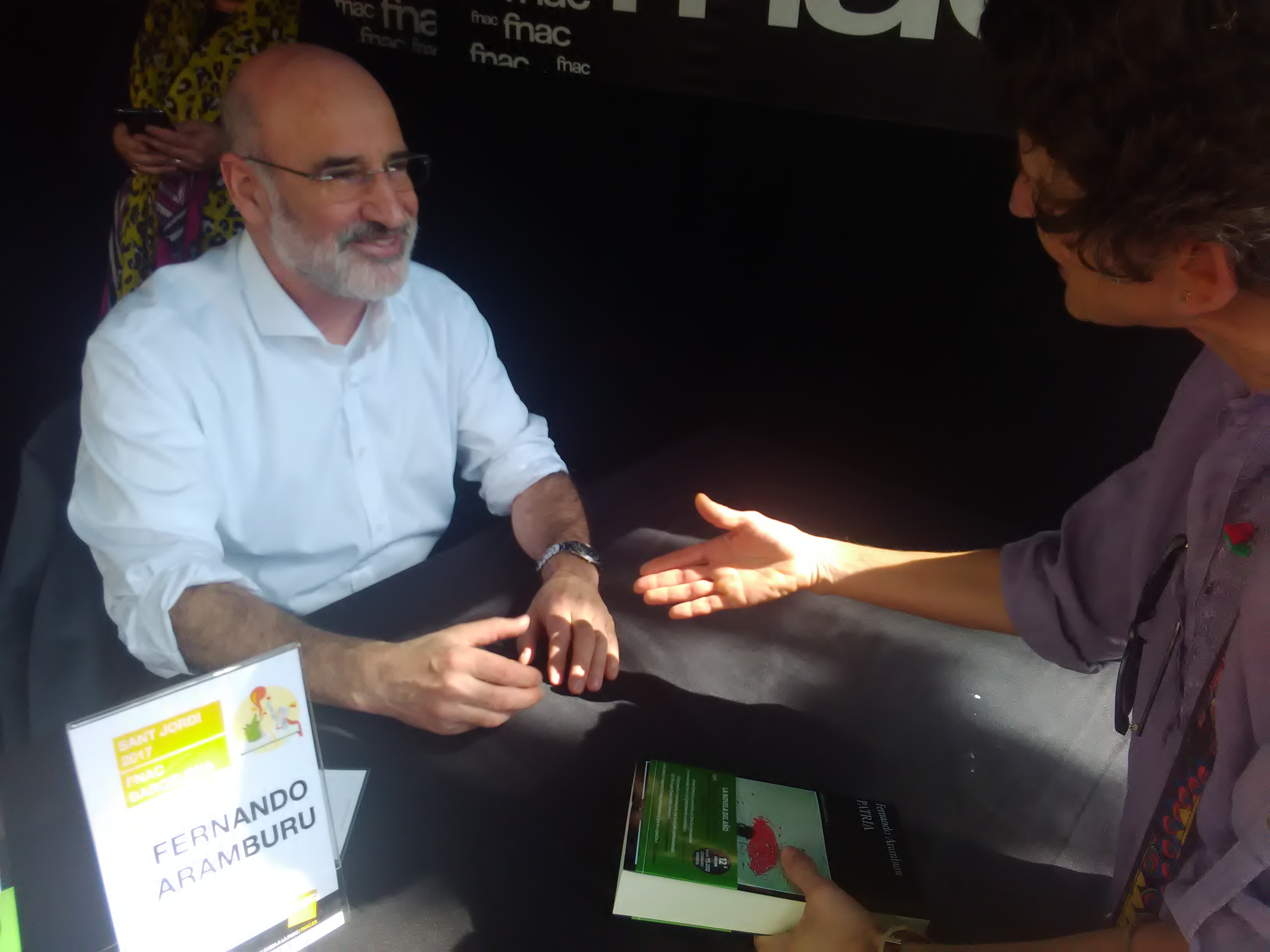
Fernando Aramburu signant llibres per la diada de Sant Jordi de 2017 a Barcelona

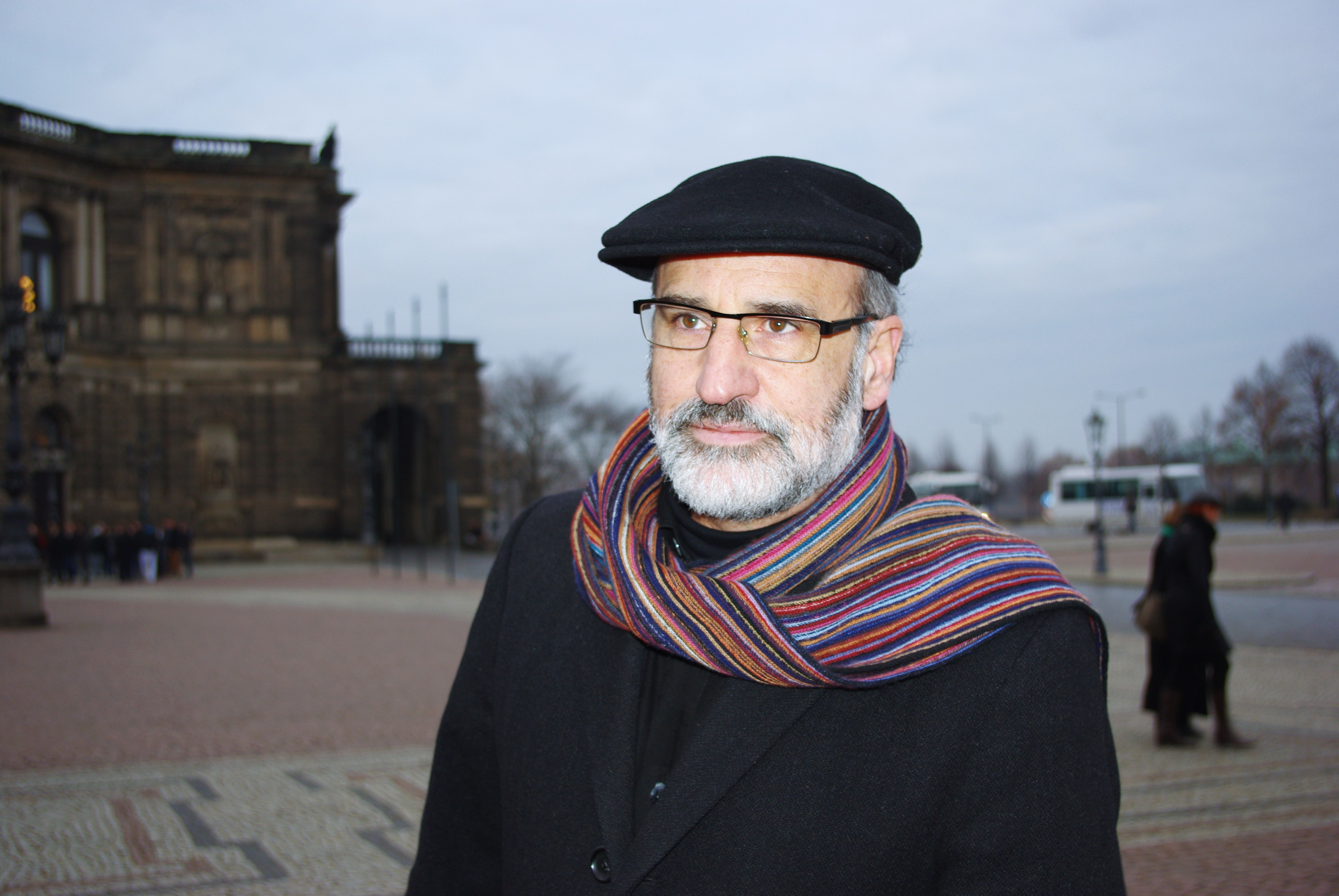
Fernando Aramburu a Dresde (2011)

Fernando Aramburu (Sant Sebastià (Guipúscoa), 1959) és un poeta, narrador i assagista basc en llengua castellana.

## Biografia
Nascut a Sant Sebastià el 1959, Fernando Aramburu es llicencià en Filologia Hispànica per la Universitat de Saragossa el 1982. A la seva ciutat, participà en la fundació del Grupo CLOC de Arte y Desarte, que entre 1978 i 1981 edità una revista i promogué altres accions culturals al País Basc, Navarra i Madrid, amb propostes surrealistes de tota mena, caracteritzades per una barreja particular de poesia, contracultura i sentit de l'humor.
Des de 1985 viu a Alemanya, on ha donat classes de llengua castellana a descendents d'emigrants espanyols, i també es dedica a la traducció de diversos autors alemanys. El 2009 abandonà la docència per a dedicar-se en exclusiva a la creació literària.
El 1996 publicà Fuegos con limón, novel·la basada en les seves experiències juvenils amb el Grup CLOC.
Aramburu guanyà el Premi Tusquets de novel·la el 2011 per Años lentos, i el Premi Francisco Umbral i el Premi de la Crítica de narrativa castellana, ambdós el 2017, per Patria, on retrata el conflicte personal entre les víctimes i els botxins que conviuen a la societat basca. A la Diada de Sant Jordi del 2017, a Barcelona, aquesta darrera novel·la resultà ser el llibre més venut en castellà.
Els seus llibres han estat traduïts a diversos idiomes. Escriu col·laboracions sovint a la premsa espanyola.

## Obres

### Novel·les
- Fuegos con limón, Tusquets Editores, Barcelona, 1996
- Los ojos vacíos, primer llibre de la Trilogía de Antíbula, 2000
- El trompetista del Utopía, 2003
- Bami sin sombra, segon llibre de la Trilogía de Antíbula, 2005
- Viaje con Clara por Alemania, 2010
- Años lentos, 2012
- La gran Marivián, tercer llibre de la Trilogía de Antíbula, 2013
- Ávidas pretensiones, Seix Barral, Barcelona, 2014[4]
- Patria, Tusquets Editores, Barcelona, 2016
- Los vencejos. Tusquets Editores, Barcelona, 2021 (Els falsiots, Columna Edicions, 2021)

### Llibres de contes
- No ser no duele, 1997
- El artista y su cadáver, textos breus de contingut divers, bromes surrealistes i micro-relats, 2002
- Los peces de la amargura, relats centrats en les víctimes del terrorisme d'ETA, 2006
- El vigilante del fiordo, 2011

### Assaigs
- Las letras entornadas. Tusquets, 2015
- Vetas profundas. Tusquets, 2019
- Utilidad de las desgracias y otros textos. Tusquets, 2020

### Narrativa infantil
- El ladrón de ladrillos, conte, 1998
- Mariluz y los niños voladores, conte, 2003
- Vida de un piojo llamado Matías, novel·la, 2004
- Mariluz y sus extrañas aventuras, tres contes, 2013

### Poesia
- El librillo, poemes per a nens, 1981
- Ave Sombra/Itzal Hegazti, edició bilingüe castellà/euskera, 1981
- Bruma y conciencia/Lambroa eta kontzientzia (1977-1990), edició bilingüe castellà/euskera, Universitat del País Basc, 1993
- El librillo, poemes per a nens, Hiperión, Madrid, 1995
- Yo quisiera llover, selecció de poemes per Juan Manuel Díaz de Guereñu, Editorial Demipage, Madrid, 2010

### Traduccions
- El brezal de Brand d'Arno Schmidt, Editorial Laetoli, Pamplona, 2006
- Montauk de Max Frisch, Editorial Laetoli, Pamplona, 2006
- Obras completas de Wolfgang Borchert, Editorial Laetoli, Pamplona, 2007
- Hermanos de sangre d'Ernst Haffner, Seix Barral, Barcelona, 2015

### Llibres col·lectius
- Nocturnario (2016), un llibre col·lectiu amb collages d'Ángel Olgoso en el que 101 escriptors hispanoamericans aportaren un text per a acompanyar cada una de les imatges.[5]

## Reconeixements

### Premis
- Premi Ramón Gómez de la Serna, 1997
- Premi Euskadi, 2001 i 2017
- Premi Mario Vargas Llosa, 2007, per Los peces de la amargura
- Premi Dulce Chacón, 2007, per Los peces de la amargura
- Premi Real Academia Española, 2008, per Los peces de la amargura
- Premi Tusquets de Novel·la, 2011, per Años lentos
- Premi dels llibreters de Madrid, 2012, per Años lentos
- Premi Biblioteca Breve, 2014, per Ávidas pretensiones.[4]
- Premi Francisco Umbral al llibre de l'any, 2017, per Patria
- Premi de la Crítica, 2017, per Patria

### Adaptacions d'obres seves al cinema i a la televisió
Félix Viscarret adaptà al cinema la seva novel·la El trompetista del Utopía amb el títol Bajo las estrellas (2007). Aquesta pel·lícula guanyà dos Premis Goya.
L'any 2020, el canal HBO España produí una minisèrie de televisió de vuit episodis Patria basant-se en la seva novel·la homònima i dirigida per Aitor Gabilondo.